# Nic Nemeth
Nicholas Theodore Nemeth (* 27. Juli 1980 in Cleveland, Ohio) ist ein US-amerikanischer Wrestler, Schauspieler und ehemaliger Ringer. Er steht derzeit unter seinem Ringnamen Nic Nemeth bei Total Nonstop Action Wrestling unter Vertrag und tritt auch bei New Japan Pro-Wrestling auf. Als Dolph Ziggler stand er 19 Jahre bei WWE unter Vertrag, wo er unter anderem zweimaliger World Heavyweight Champion wurde.

## Biografie

### Frühes Leben
Nicholas Nemeth besuchte die katholische St. Edward High School in Lakewood, Ohio, wo er mit dem Ringen begann. Sein damals aufgestellter Rekord von 82 Schulter-Siegen hat bis heute Bestand. Nach dem Schulabschluss schrieb er sich an der Kent State University ein und trat der dortigen Ringer-Mannschaft bei. In der Folgezeit stellte er einen neuen Rekord für die meisten Siege in der Geschichte der Universität auf.

### World Wrestling Entertainment (2004–2023)

#### Anfänge (2004–2008)
2004 unterschrieb Nemeth einen Entwicklungsvertrag mit der WWE und wurde zunächst der Entwicklungsliga OVW zugeteilt. Nachdem er dort sein erstes Titelmatch siegreich beenden durfte, wurde er in die Hauptshows der WWE übernommen. Im September 2005 trat er erstmals an der Seite von Chavo Guerrero, Jr. auf. Da Chavo Guerrero das Gimmick des Golfers Kervin White angenommen hatte, spielte Nemeth zunächst dessen Caddie. Sein erstes Match bestritt er in einem Tag Team mit Chavo Guerrero gegen Shelton Benjamin und Matt Striker. Nach dem Tod von Eddie Guerrero endete Nemeths Zusammenarbeit mit Chavo Guerrero. In der Folgezeit bestritt er nur noch Dark Matches und wurde schließlich wieder zur Entwicklungs-Promotion OVW geschickt, da die WWE sichtbare Mängel in seinem Können festgestellt hatte. In der OVW erhielt Nemeth das Gimmick des männlichen Cheerleaders Nicky.
Er wurde ein Bestandteil des Stables Spirit Squad. Nach einigen Matches wechselte diese 5-köpfige Gruppierung zu RAW, wo sie am 23. Januar 2006 ihr TV-Debüt hatte. Die Squad wurde fester Bestandteil der Show, v. a. als Teil des Fehdenprogrammes zwischen Vince McMahon und Shawn Michaels. Nachdem die Spirit Squad den Tag Team-Titel gewinnen durften, begann ein langangelegtes Fehdenprogramm gegen die neu formierte D-Generation X und gegen Ric Flair, das sich über ein halbes Jahr erstrecken sollte. Den Höhepunkt bildete das Match der kompletten Squad gegen die D-Generation X und Ric Flair Ende November 2006. Das Stable Spirit Squad durfte dieses Fehdenprogramm jedoch nicht gewinnen und wurde infolgedessen aufgelöst.
Die ehemaligen Mitglieder wurden abermals zur OVW geschickt. Dort war Nemeth zunächst Teil des Tag Teams Frat Pack. Gemeinsam mit seinem Partner Mike Mondo wechselte er im September 2007 in die neu gegründete Promotion FCW. Anfang 2008 bildete er, nun unter dem Ringnamen Nic Nemeth, ein Tag Team mit Brad Allen. Im März durften sie den lokalen Tag Team-Titel gewinnen. In der letzten Phase seiner FCW-Zeit wurde Nemeths Gimmick in das von The Natural gewechselt.

#### Erneutes Debüt im Hauptkader und Titel-Regentschaften (2008–2013)

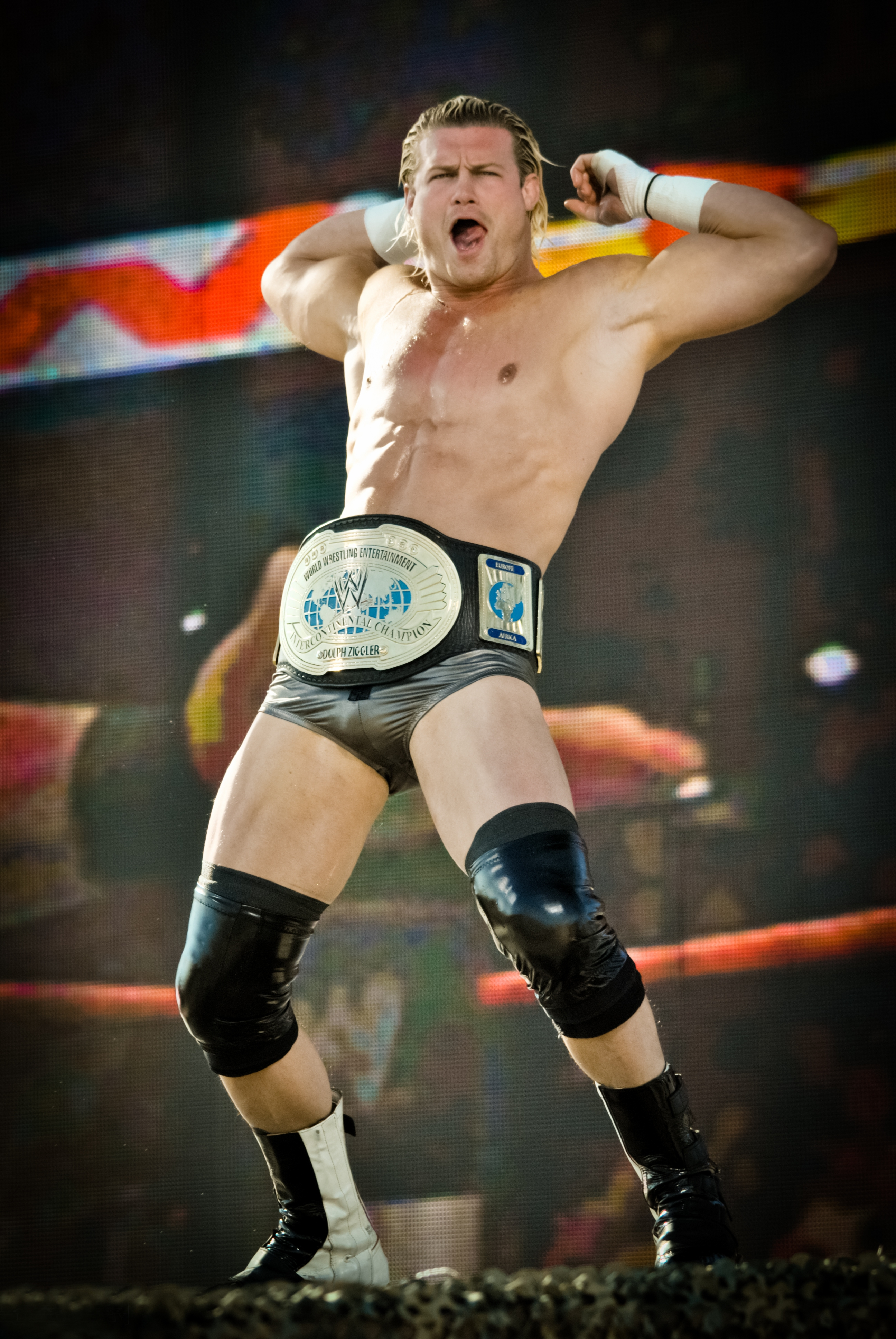
Nemeth als Intercontinental Champion, 2010

Im September 2008 kehrte Nemeth wieder zur WWE zurück. Bei RAW trat er unter dem Ringnamen Dolph Ziggler an. Anfang Oktober 2008 wurde er jedoch zu einer einmonatigen Sperre verurteilt, nachdem er gegen das neue Gesundheitsprogramm der WWE verstoßen hatte. Im Dezember 2008 durfte er sein erstes Match gegen R-Truth gewinnen. Am 15. April 2009 wurde er im Rahmen der WWE Draft zu SmackDown gewechselt. Nachdem er nur zwei Tage später den amtierenden US-Champion MVP besiegen durfte, bekam er zwar ein Titel-Match gegen diesen zugesprochen, aber er durfte dieses nicht gewinnen. Im Rahmen einer Storyline hatte er anschließend eine Affäre mit der WWE-Diva Maria, bevor er auf gleiche Weise in das Titelgeschehen um den Intercontinental-Titel von Rey Mysterio eingebunden wurde. Zwei angesetzte Titelmatches durfte Nemeth jedoch nicht gewinnen. Nemeth wurde nun in ein fast 12-monatiges Programm um die WWE Intercontinental Championship eingebunden.

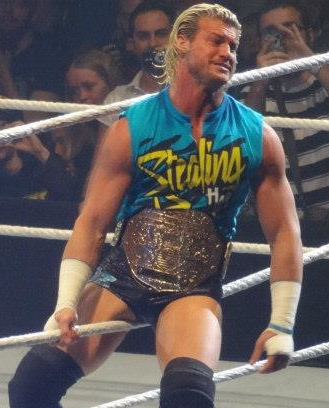
Nemeth als World Heavyweight Champion, 2013

Schließlich wurde ihm Vickie Guerrero als Managerin zur Seite gestellt. Am 6. August 2010 trat er bei SmackDown gegen den damals amtierenden Intercontinental-Champion Kofi Kingston an und durfte bei diesem Match den Sieg erringen. Am 4. Januar 2011 musste er den Intercontinental Titel wieder an Kingston abgeben. In der vierten Staffel von WWE NXT wurde Nemeth zunächst Pro von Jacob Novak später von Byron Saxton. Am 14. Februar 2011 erkannte Vickie Guerrero in ihrer Eigenschaft als Interims-General Manager von SmackDown Edge dessen World Heavyweight Championtitel aufgrund des Einsatzes des Spear gegen Nemeth ab. Bei den TV-Tapings zu SmackDown einen Tag später übergab Guerrero Nemeth den Titel. Am selben Abend verlor er in einem Match gegen Edge und musste den Titel abgeben. Kurze Zeit darauf wurde Nemeth von Theodore Long gefeuert, da Vickie Guerrero ihn für einen Angriff auf den SmackDown-GM verantwortlich gemacht hat. Jedoch gab er bald darauf mit Guerrero sein Comeback im RAW-Roster und gewann am 19. Juni 2011 bei Capitol Punishment 2011 den WWE United States Championtitel von Kofi Kingston. Bei der Großveranstaltung WWE TLC: Tables, Ladders & Chairs 2011 am 18. Dezember 2011 verlor er den Titel an Zack Ryder. Beim PPV Money in the Bank am 15. Juli 2012 gewann Nemeth das World Heavyweight Championship-Money in the Bank Ladder Match. Am 17. Dezember 2012 endete nach zweieinhalb Jahren die Geschäftsbeziehung mit Vickie Guerrero und er begann eine Storyline-Beziehung mit AJ Lee. Seinen gewonnenen Koffer nutze Dolph Ziggler erfolgreich zu einem Titelmatch am 8. April 2013, als er ihn bei RAW einlöste und kurz darauf Alberto Del Rio besiegte, um so zum zweiten Mal World Heavyweight Champion zu werden. Den Titel musste Ziggler jedoch wieder am 16. Juni 2013 beim PPV Payback in Chicago an Del Rio abgeben.

#### Fehde gegen The Authority (2013–2016)
Dolph Ziggler kämpfte am 17. August 2014 beim Summerslam in Los Angeles gegen The Miz um die Intercontinental Championship, konnte ihn besiegen und gewann so den Titel. Jedoch verlor er etwa einen Monat später bei Night of Champions den Titel wieder an The Miz, welchen er aber einen Tag später bei RAW wieder gewinnen konnte. Daraufhin endete ihre Fehde und Nemeth fehdete von nun an gegen Team Authority unter der Leitung von Triple H.
Der vorzeitige Höhepunkt der Fehde wurde erreicht, als er am 17. November 2014 seinen wiedergewonnenen Titel gegen Luke Harper bei RAW eine Woche vor Hell in a Cell aufs Spiel setzen musste. Dieses Match verlor Nemeth durch Pinfall und dies bedeutete gleichzeitig den erneuten Titelverlust. Bei der Survivor Series trat er im Elimination Tag Team Match für Team John Cena an und war letztendlich der Last Man Standing, nachdem er Seth Rollins nach Eingriff von Sting pinnen konnte. Einen Monat später am 14. Dezember 2014 schlug Nemeth gegen Luke Harper zurück und sicherte sich so beim PPV TLC den Titel erneut und ist nun viermaliger Träger des Intercontinental Titels. Am 5. Januar 2015 verlor er den Titel gegen Bad News Barrett bei RAW. Später am Abend wurde Ziggler von der Authority in Kayfabe gefeuert. In der SmackDown Ausgabe vom 22. Januar 2015 kehrte Ziggler zurück und qualifizierte sich für das Royal Rumble Match, indem er Bad News Barrett besiegte. Im Royal Rumble Match selbst betrat Ziggler den Ring als Nummer 30, wurde allerdings schnell von Kane und Big Show eliminiert. Beim nächsten WWE Pay-Per-View Fastlane verlor Ziggler ein 6-Man Tag Team Match zusammen mit Erick Rowan und Ryback gegen Big Show, Kane und Seth Rollins. Bei Wrestlemania 31 nahm Ziggler am WWE Intercontinental Championship 7-Man Ladder Match teil, welches Daniel Bryan gewinnen konnte.

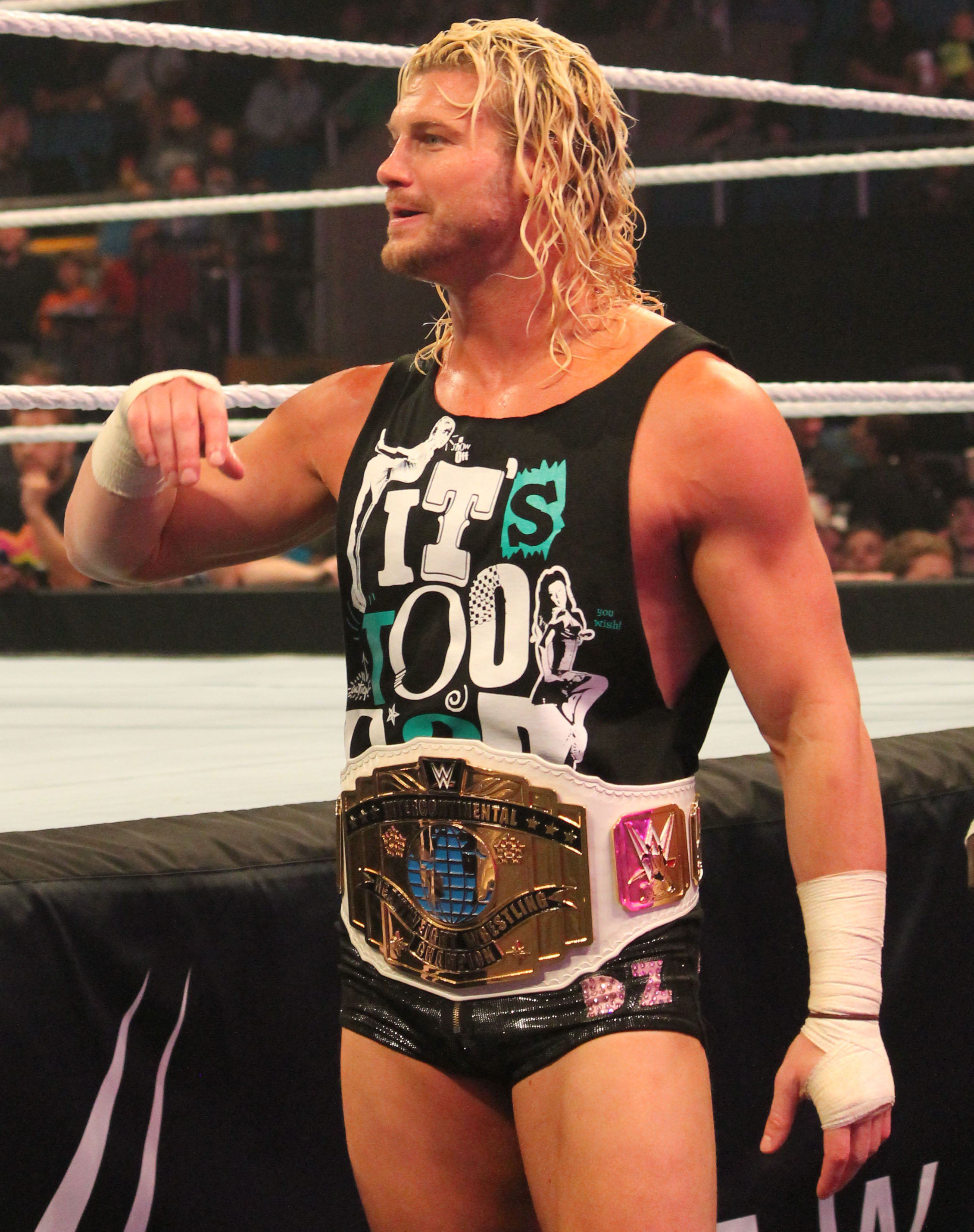
Nemeth hielt sechsmal die Intercontinental Championship

In den folgenden zwei Monaten hatte Nemeth ein Fehdenprogramm mit dem zurückgekehrten Sheamus, welcher Nemeth nach einem Match gegen Daniel Bryan bei der RAW nach Wrestlemania 31 attackierte. So hatten die beiden ein erstes Match bei WWE Extreme Rules, welches Nemeth gewann und ein zweites Match bei WWE Payback, welches Sheamus gewinnen durfte. Nemeth nahm sowohl am Elimination Chamber Match um den vakanten WWE Intercontinental Championship bei WWE´s Elimination Chamber 2015, als auch bei dem Money in the Bank Match beim gleichnamigen Pay-Per-View teil. Beide Matches konnte Ziggler allerdings nicht gewinnen. Über den Sommer war Nemeth in eine Liebesstoryline zusammen mit Lana gegen Summer Rae und Rusev involviert. Diese Fehde mündete in einem Match von Nemeth gegen Rusev beim Summerslam, welches mit einem doppelten Countout endete. Das Rückmatch der beiden bei Night of Champions am 20. September konnte Nemeth gewinnen. Die Storyline wurde fallen gelassen, als TMZ.com am 11. Oktober die reale Verlobung von Rusev und Lana bekannt gab. Danach wurde Nemeth in ein Fehdenprogramm mit dem debütierenden Tyler Breeze gesteckt. Die beiden hatten ein Match bei Survivor Series, welches Breeze gewann. Es folgte eine Fehde mit Kevin Owens, in welcher beide Kontrahenten immer wieder Siege austauschten. Diese Fehde erstreckte sich bis Anfang 2016. Nemeth nahm dann am Royal Rumble Match, beim gleichnamigen Pay-Per-View, welcher am 24. Januar 2016 stattfand, teil, wurde allerdings vom späteren Sieger des Kampfes Triple H eliminiert. In den folgenden Wochen führte Ziggler seine Fehde mit Kevin Owens fort, bis er bei Fastlane gegen diesen in einem Match um die WWE Intercontinental Championship verlor. In den Wochen vor Wrestlemania 32 nahm er seine Fehde gegen die Authority wieder auf. Dies resultierte in einem Match Zigglers gegen Triple H und sollte Ziggler dieses gewinnen können, dürfte er sich sein Wrestlemania Match aussuchen. Jedoch verlor Ziggler und wurde letztendlich in das 7-Man WWE Intercontinental Championship Match bei Wrestlemania gesteckt, welches von Zack Ryder gewonnen wurde. Bei der RAW Ausgabe nach Wrestlemania begann Ziggler eine Rivalität mit Baron Corbin, welche sich bis zum WWE PPV Money in the Bank erstreckte und von Corbin gewonnen wurde.

#### Verschiedene Fehden und Auszeit (2016–2019)
Im Juli 2016, als der WWE Draft wieder eingeführt wurde, wurde Nemeth zu SmackDown Live gedraftet. Er gewann in der SmackDown Live Ausgabe vom 26. Juli 2016 eine Sixpack Challenge, indem er AJ Styles pinnte. Dies garantierte ihm ein WWE World Championship Match gegen den Champion Dean Ambrose bei Summerslam am 21. August 2016, welches er jedoch verlor. Ziggler startete danach eine Fehde mit dem Intercontinental Champion The Miz, welche in einem WWE Intercontinental Championship Match bei Backlash resultierte. Dieses gewann The Miz, weil Maryse Ouellet Ziggler mit einem Haarspray in die Augen sprühte. Ziggler bestand auf ein Rückmatch beim nächsten SmackDown Live PPV No Mercy. The Miz verweigerte ihm dies zunächst, doch als Ziggler seine Karriere aufs Spiel setzte akzeptierte Miz schließlich. Trotz einiger Eingriffe von Maryse und des Spirit Squad, konnte Ziggler bei No Mercy das Match und den WWE Intercontinental Championship gewinnen und rettete somit seine Karriere.

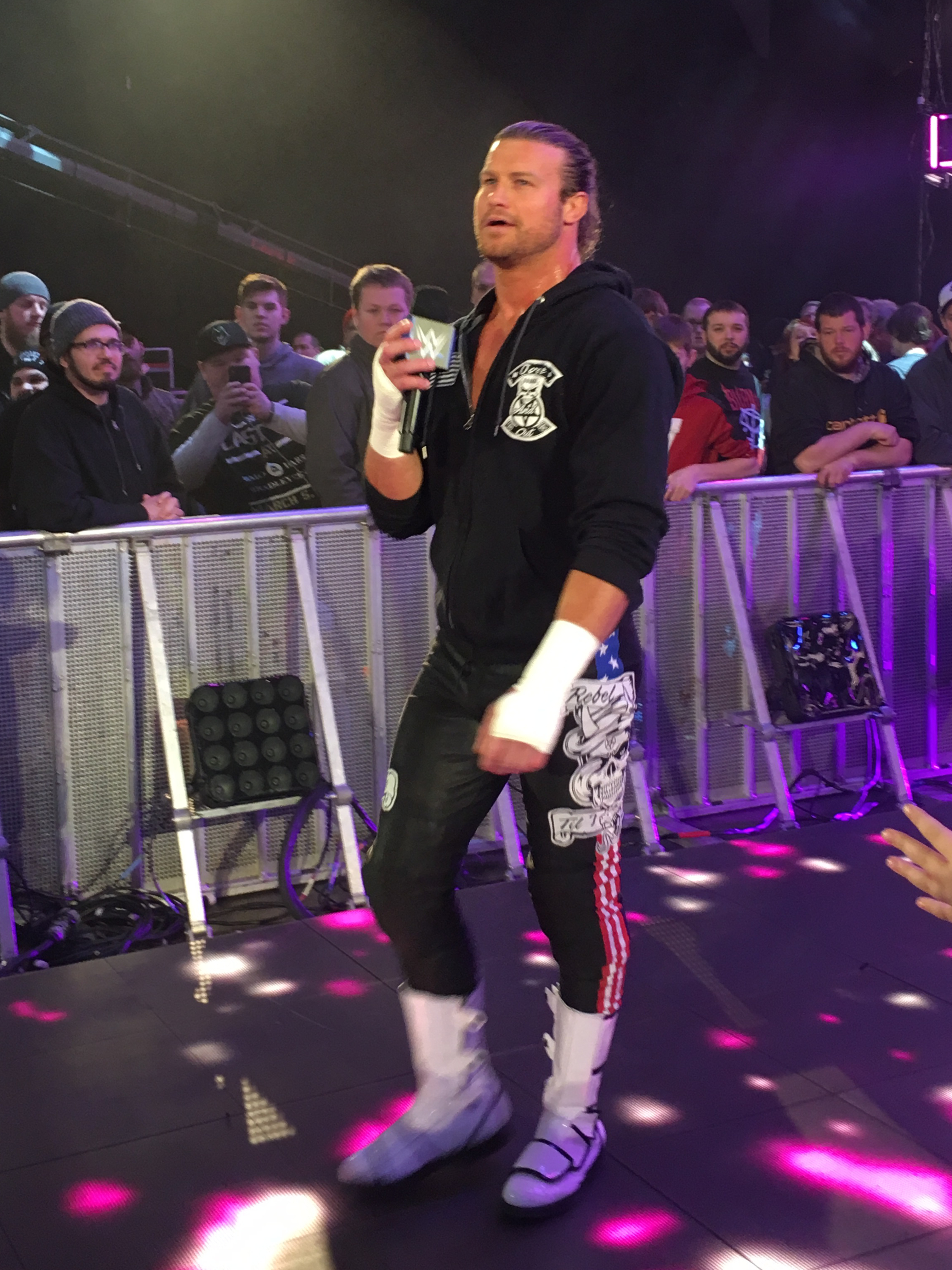
Nemeth bei SmackDown im März 2018

Am 17. Dezember 2017 gewann Dolph Ziggler zum zweiten Mal, die WWE United States Championship in einem Triple Threat Match gegen Bobby Roode und dem damaligen amtierenden Champion Baron Corbin. Auf der darauf folgenden Smackdown-Ausgabe, im Rahmen einer Promo legte Ziggler den Titel nieder. Der damalige Smackdown General Manager Daniel Bryan, erklärte in der darauf folgenden Smackdown-Ausgabe für vakant. Am 27. Januar 2018 nahm Ziggler am Royal Rumble teil. Da kam er als Nummer 30 in den Ring aber wurde nach 2 Minuten wieder eliminiert. In der Smackdown-Ausgabe vom 13. Februar 2018, kam er zurück um ein Match gegen Baron Corbin zu bestreiten um ein Titelkampf gegen AJ Styles, Kevin Owens und Sami Zayn zu erhalten. Er wurde am Anfang der Sendung hinterrücks von Kevin Owens und Sami Zayn angegriffen. Im Hauptmatch der Show gewann Ziggler gegen Sami Zayn und stand damit im Hauptmatch von Fastlane. Das Match bei Fastlane konnte er dann aber schlussendlich nicht gewinnen. Seither pausierte Ziggler auf unbekannte Zeit.

#### Rückkehr und NXT (2019–2023)
In der Smackdown-Ausgabe vom 22. Mai 2019 feierte Ziggler sein Comeback, indem er hinterrücks den WWE Champion Kofi Kingston attackierte und ihn anschließend für ein Titelmatch bei WWE Super ShowDown am 7. Juni 2019 in Saudi-Arabien herausforderte, dieses Match verlor er jedoch. Am 23. Juni 2019 erhielt er erneut die Chance um den Titel in einem Steel Cage Match bei WWE Stomping Grounds, dieses Match verlor er jedoch auch. Am 14. Juli 2019 verlor er ein Singles Match gegen Kevin Owens bei Extreme Rules nach bereits 20 Sekunden. Am 11. August 2019 verlor er ein Singles Match gegen Bill Goldberg beim WWE SummerSlam.
Im August bildete er ein Tag Team mit Robert Roode. Am 15. September 2019 gewann er zusammen mit ihm die WWE Raw Tag Team Championship von Braun Strowman und Seth Rollins. Die Regentschaft hielt 29 Tage und verloren die Titel schlussendlich am 14. Oktober 2019 an The Viking Raiders Erik & Ivar. Am 22. Juni 2020 wechselte Ziggler zu Raw. Am 12. Oktober 2020 wechselte er durch den Draft zu SmackDown. Am 8. Januar 2021 gewann er zusammen mit Robert Roode die SmackDown Tag Team Championship, hierfür besiegten sie The Street Profits Angelo Dawkins und Montez Ford. Die Regentschaft hielt 128 Tage und verloren die Titel, schlussendlich am 16. Mai 2021 bei WrestleMania Backlash an Rey Mysterio und Dominik Mysterio. Am 4. Oktober 2021 wurde er beim WWE Draft zu Raw gedraftet. Am 8. März 2022 gewann er die NXT Championship, hierfür besiegte er Bron Breakker und Tommaso Ciampa. Die Regentschaft hielt 27 Tage und verlor den Titel schlussendlich am 4. April 2022 zurück an Bron Breakker. Im September 2023 wurde er im Zuge einer Entlassungswelle entlassen.

#### Total Nonstop Action Wrestling und New Japan Pro Wrestling (seit 2024)
Im Rahmen des PPVs Hard to kill am 13. Januar 2024 feierte Nemeth unter seinem richtigen Namen sein Debüt bei TNA. Sein erstes Match hatte er bei Impact gegen Zachary Wentz, welches am 25. Januar ausgestrahlt wurde. Er debütierte auch bei New Japan Pro Wrestling und gewann am 23. Februar 2024 in seinem ersten Match die IWGP Global Heavyweight Championship von David Finlay. Am 3. Mai 2024 verteidigte Nemeth den Titel bei dem Event Wrestling Dontaku – Tag 1 gegen Hiroshi Tanahashi. Einen Tag später, am 4. Mai 2024, verlor er nach 71 Tagen Regentschaft den Titel jedoch wieder an David Finlay.

## Filmografie
- 2015: Me Him Her
- 2015: Buddy Hutchins
- 2016: Countdown – Ein Cop sieht rot
- 2017: The Jetsons & WWE: Robo-WrestleMania!
- 2020: The Speed of Time

## Titel und Auszeichnungen

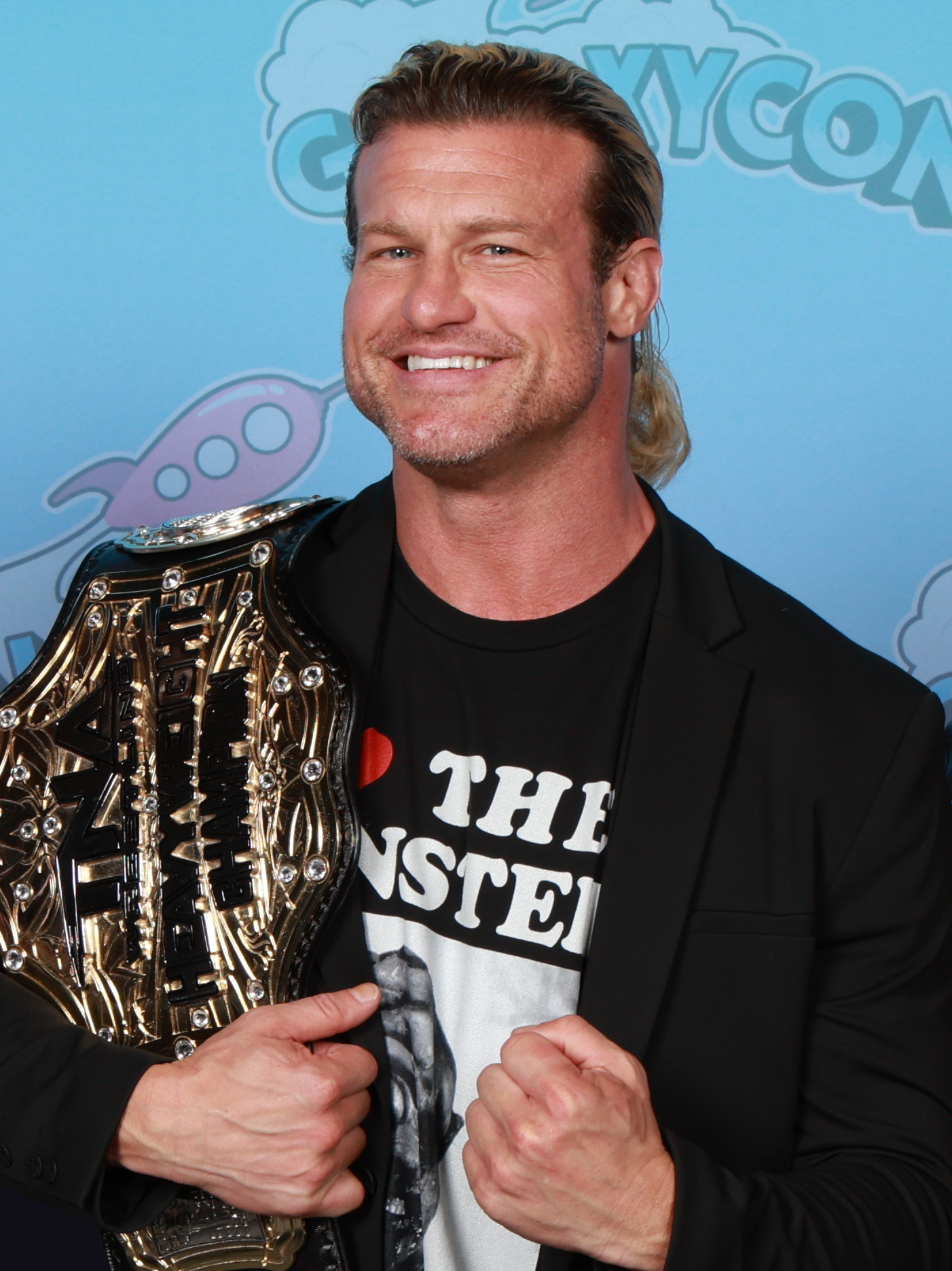
Mit dem Erhalt der TNA World Championship wurde Nemeth zum dreimaligen World Champion

### Titel
- Florida Championship Wrestling
  - 2× FCW Florida Tag Team Champion jeweils 1× mit Brad Allen und Gavin Spears

- Lucha Libre AAA Worldwide
  - 1× AAA Mega Champion

- New Japan Pro-Wrestling
  - 1× IWGP Global Heavyweight Champion

- Total Nonstop Action Wrestling
  - 1× TNA World Champion

- World Wrestling Entertainment
  - 2× World Heavyweight Champion
  - 6× WWE Intercontinental Champion
  - 2× WWE United States Champion
  - 1× NXT Champion
  - 1× World Tag Team Champion mit Johnny, Kenny, Mikey und Mitch
  - 2× WWE Raw Tag Team Champion jeweils 1× mit Drew McIntyre und Robert Roode
  - 1× WWE SmackDown Tag Team Champion mit Robert Roode

### Auszeichnungen
- World Wrestling Entertainment
  - 2012: SmackDown Money in the Bank Sieger